# Vörösmarty Mihály Könyvtár
A Vörösmarty Mihály Könyvtár Székesfehérvár és Fejér vármegye legnagyobb könyvtára. A könyvtár fenntartója a Székesfehérvár megyei jogú város önkormányzata. Vezetője Horváth Adrienn igazgató. A könyvtár épülete műemléki védelem alatt áll.

## Székhelye
8000 Székesfehérvár, Bartók Béla tér 1.

## Története
A könyvtár, illetve elődjének történetét Kégli Ferenc dolgozta fel 1952-ig. Ez könyv alakban is megjelent 100 éves könyvtár Székesfehérváron címmel a Vörösmarty Mihály Megyei Könyvtár kiadásában. A megyei könyvtár 1993. december 6-án konferenciát rendezett az évforduló alkalmából, melynek anyaga megjelent a Fejér Megyei Könyvtáros 1993/2-1994/1-es összevont számában. Az alábbi rövid történeti összefoglalás Kégli Ferenc könyve, előadásának írásos változata, valamint Hegedűs Éva előadásának írásos változata alapján készült.
 Székesfehérváron az 1870-es évek közepén merült fel először egy városi közkönyvtár alapításának gondolata: Pauer János nagyprépost a városnak kívánta ajándékozni értékes könyvtárát, gyarapítására pedig alapítványt akart létrehozni. Püspökké történt kinevezése után azonban elállt szándékától, érdeklődése inkább a püspöki könyvtár irányába fordult.
A megyei könyvtár jogelődjének, a Városi Tisztviselők Könyvtárának létrehozása Jókai Mór 50 éves írói jubileumához kapcsolódott. A városi Törvényhatósági Bizottság 1893 tavaszán Székesfehérvár díszpolgárává választotta az írót, s még ebben az évben megrendelte összes műveinek 100 kötetes nemzeti díszkiadását. (1893-ban 7 olyan város volt az országban, amely saját fenntartásban közkönyvtárat működtetett.) A megrendelést, illetve a könyvtár alapítását azonban nem követte a könyvtár fejlesztése. A város közgyűlése csak 1895-től biztosított rendszeresen minimális összeget könyvek vásárlására. A költségvetésből vásárolt, és az esetenként ajándékba kapott könyveket a főjegyzői hivatalban helyezték el, kezelésére általában a főjegyző kapott megbízást. Első kezelője 1907-ig Koltai Tóth István volt, őt Kerekes Lajos követte 1913-ig, őt Juhász Viktor főlevéltárnok 1920-ig. Csitáry G. Emil (később csak Csitáry Emil) egészen 1932-ig volt a könyvtár kezelője, 1931 decemberétől polgármesterként. Az ő idejében került sor a könyvek leltározására, és a könyvtár jelentős fejlesztésére. Ez idő alatt majdnem megduplázódott az állomány. 1922-ben megvásárolták az 1918-ban elhunyt vármegyei tiszti főorvos, dr. Lauschmann Gyula 1643 kötetes hagyatékát, s ebben az időben került a könyvtár állományába – szintén vásárlás útján – Dévay József könyvtárának töredéke, 410 kötet klasszika filológiai munka. (Utóbbi ma a megyei könyvtár Dévay-gyűjteményeként különgyűjtemény.) Csitáry Emil érdeme az is, hogy a könyvtár – más városi intézményekkel együtt – önálló elhelyezést kapott az akkori Szent Imre, ma Oskola utcában, a régi reálgimnázium épületében. Új helyén 1933. október 13-án adták át a 7368 kötetes, végre nyilvánossá vált könyvtárat. Kezelője ekkor már Kiss Jenő, a reálgimnázium latin-történelem szakos tanára volt. Az intézményben csak kölcsönzés folyt (heti két órában), mivel a városnak nem volt pénze sem olvasóterem berendezésére, sem állandó könyvtári alkalmazottakra. A beiratkozott olvasók száma így a legjobb években sem lépte túl a 200-at. A Szent Imre utcai épületben az eredeti hét helyiségből az 1940-es évekre mindössze három maradt, ezért a városnak új megoldást kellett keresnie a könyvtár elhelyezésére. Először az akkori Szent Korona (ma Táncsics Mihály) utca 2. szám alá költöztették egy magánlakásba. 1940-ben úgy határozott a város, hogy új kultúrházat épít Horthy Miklós kormányzásának 20. évfordulója tiszteletére, amelyben a könyvtárnak is megfelelő elhelyezést biztosít. Az építkezés 1941 őszén megkezdődött, a befejezés azonban a háború miatt késett, ezért a könyvtárat előbb a volt ciszterci gimnázium egyik termében helyezték el, majd átszállították a Móri úti plébánia mellett lévő volt elemi iskola épületébe. Kiss Jenő lemondással fenyegette meg a város vezetőit a könyvtár helyzete miatt, akik erre „megvizsgálták” az épülő kultúrpalota könyvtári részének állapotát, s a könyvtár beköltöztetése mellett döntöttek. 1944. május 1-jén nyílt meg újra a városi közkönyvtár. A leltározott állomány ekkor 8229 mű (kb. 10-15 ezer kötet) volt. Továbbra sem volt főállású könyvtáros, az olvasóterem nem nyílt meg, a nyitvatartás heti 2x2 óra volt.
A háborút átvészelte az állomány, de Kiss Jenő Németországban meghalt. A háború után Kopasz Gábor városi levéltárnok lett az épület gazdája, majd a pedagógus szakszervezetet kérték fel az állomány átválogatására, selejtezésére. Ezt a munkát Szemere Gyula és Somfai László végezte el, s Szemere Gyula kapott megbízást – tanári munkája mellett – a könyvtár vezetésére. 1946. november 1-jén ő nyitotta meg újra a könyvtárat az olvasók előtt.
A minisztérium 1949 februárjában közgyűjteménnyé nyilvánította a könyvtárat, amely ebben az időszakban viszonylag kiegyensúlyozottan működött. 1950 áprilisában ugyanabba az épületbe költözött a körzeti könyvtár, így egy raktárban voltak a városi és a körzeti könyvtár könyvei. Ezt Szemere Gyula nem tudta elfogadni, ezért lemondott.
Az átszervezett városi könyvtárat a körzeti könyvtárral együtt 1950. május 21-én avatták fel. Új olvasótermet rendeztek be, de az állomány mindössze háromezer kötet volt. Nem volt könyvtáros, a város vezetői az épületben lakó gondnok férjét bízták meg a könyvtár vezetésével.
1951 novemberében Könczöl Imre vette át Szapper Istvántól a raktárakban, rendezetlen, ömlesztett állapotban hevertő könyvanyagot. Ekkor csak a körzeti könyvtártól kapott néhány száz kötet (a Magyar-Szovjet Baráti Társaság ajándéka) volt forgalomban. Könczöl Imre és munkatársai nagy lelkesedéssel láttak munkához, így 1952 nyarára a könyvtárnak már 1500 olvasója volt.
A könyvtárak fejlesztéséről szóló 1952. évi minisztertanácsi határozat szerint 1952 végéig a megyei tanács intézményeként létre kellett hozni a megyei könyvtárakat. Székesfehérváron Könczöl Imrét kérték fel erre a munkára. Az új intézményt a városi és a megyei könyvtár összevonásával hozták létre régi helyükön, a Bartók Béla téri épületben. Ünnepélyes avatása 1952. augusztus 19-én volt.
A könyvtár 1955-ben, a költő halálának 100. évfordulóján vette fel Vörösmarty Mihály nevét. Molnár Tibor tervei alapján átalakították a Csók István Képtár melletti dohányzófolyosót, ennek eredményeként nyílt meg 1963. április 26-án a szabadpolcos könyvtár és a 28 férőhelyes olvasóterem.
A megyei könyvtár városi fiókkönyvtárakat is működtetett. Az első, valójában fiókkönyvtárnak szánt könyvtárat a Május 1. téren (ma Széna tér) építették fel, 1967-től ez lett a városi könyvtár központja, de 1978 márciusától a Velinszky László Városi Könyvtárat a városi tanács teljes egészében kezelésébe vette.
A megyei könyvtár olvasói tereinek jelenlegi elhelyezkedése 1980-ban alakult ki: az olvasóterem és a gyermekkönyvtár a volt ciszterci gimnázium épületében kapott helyet. Az új technikai eszközök és dokumentumtípusok fokozatosan helyet követeltek és kaptak maguknak. 1967-ben kezdődött meg a hanglemezek, 1968-ban a mikrofilmek, 1983-ban a hangoskönyvek, 1985-ben a videokazetták, 1991-ben a számítógépes dokumentumok gyűjtése. 1990-ben vásároltuk meg az első PC-t, 1996-ban készült el a belső számítógépes hálózat. A könyvtár állományának számítógépes feldolgozása 1995-ben kezdődött meg az új beszerzések gépre vitelével, a visszamenőleges feldolgozás pedig 1997 márciusában vette kezdetét.
A Vörösmarty Mihály Megyei Könyvtár és a Városi Könyvtár 2013. január 1-jén Vörösmarty Mihály Könyvtár néven összeolvadt. Az új intézmény fenntartója Székesfehérvár Megyei Jogú Város Önkormányzata lett.
Az utóbbi évtizedek könyvtárigazgatói: Könczöl Imre után három évig Kiss Andor volt a könyvtár igazgatója, majd Csongor Endréné, aki 1981-ig állt az intézmény élén. Őt Escher Ilona követte, aki után 1994-ig Hegedűs Éva megbízott igazgatóként vezette a könyvtárt. Dr. Arató Antalt 1994 márciusában választotta meg igazgatónak a Fejér Megyei Önkormányzat közgyűlése. 1999. október 8-tól Komlósi József, 2009. október 10-től Magony Imre a könyvtár igazgatója.
2013. április 1-től 2018. október 20-ig Vasné Borsos Beáta Bíborka vezette az immár összevont intézményt. 
2018. október 21-től Buriánné Tarró Edit Erzsébet az igazgató.
2023. november 15-től Horváth Adrienn lett az intézmény vezetője.

## Kapcsolódó irodalom
- Kégli Ferenc: 100 éves könyvtár Székesfehérváron. Hegedűs Éva (szerkesztő); Dr. Erdős Ferenc (lektor); Dr. Voit Krisztina (lektor). Székesfehérvár: Vörösmarty Mihály Megyei Könyvtár. 1993.   241. o. ISBN 963-7591-14-1